# Schlacht von Camlann
Die Schlacht von Camlann soll die letzte Schlacht des legendären Königs Artus gewesen sein, in der er entweder fiel oder tödlich verwundet worden sei. Die Historizität dieses kriegerischen Ereignisses ist umstritten.
Der erste Hinweis auf die Schlacht von Camlann ist ein Eintrag in den – im 10. Jahrhundert verfassten, aber erst in Abschriften ab etwa 1100 überlieferten – Annales Cambriae für das Jahr 537:  Gueith Camlann in qua Arthur et Medraut corruerunt – Schlacht von Camlann, in der Artus und Mordred umkamen. In dieser frühesten Quelle wird nicht ausgeführt, ob Artus und Mordred auf der gleichen oder auf verschiedenen Seiten kämpften. Spätere Berichte zu dieser Schlacht findet man in Geoffrey von Monmouths Historia Regum Britanniae und in der walisischen Sage Breuddwyd Rhonabwy („Rhonabwys Traum“). In zwei Versen der Trioedd Ynys Prydein („Die Triaden der Insel Britannien“) wird gesagt, ein Streit zwischen Gwenhwyfar (Königin Guinevere) und ihrer Schwester Gwenhwyfach sei der Grund für die Schlacht gewesen.
Der Ort der Schlacht ist nicht lokalisiert. Geoffrey von Monmouth behauptet, sie sei in Camelford in Cornwall geschlagen worden. In der neueren Forschung wird als möglicher Austragungsplatz der Schlacht Queen Camel in Somerset in Betracht gezogen, das nahe einer Bergfestung bei Cadbury Castle liegt (das wiederum von einigen mit Artus’ Camelot gleichgesetzt wird), wo der Fluss Cam am Fuß des Camel Hill und des Annis Hill fließt. Aber auch weitere Orte werden erwogen, so das römische Militärlager Camboglanna am Hadrianswall (früher mit Kastell Birdoswald, nun aber mit dem nahegelegenen Castlesteads in Cumbria identifiziert), der Fluss Camel entlang der Grenze von Cornwall, Camelon nahe Falkirk in Schottland und der Fluss Camlan in Eifionydd in Wales.